# 黃色臉孔
《黃色臉孔》是柯南·道爾所著的福爾摩斯探案的56個短篇故事之一，收錄於《福爾摩斯回憶錄》。

## 故事簡介
孟羅先生素來與妻子恩愛，但自從最近鄰居新入伙後，孟羅太太則變得很奇怪，曾經凌晨時份外出，又藉丈夫不在家時偷偷走到鄰居家中。於是孟羅先生向福爾摩斯求助，福爾摩斯聽畢孟羅先生的故事後，認為孟羅太太被來自美國的前夫勒索，所以不敢向孟羅先生說出真相，所以吩咐孟羅先生，如果太太再次走到鄰居家時，即時聯絡他，他會第一時間趕到。孟羅太太又走到鄰居家，福爾摩斯陪同孟羅先生衝入，卻發現鄰居家中的人是孟羅太太與前夫生的女兒，因為孟羅太太的前夫是黑人，她怕孟羅先生嫌棄混血兒，所以不敢說出真相。